# San Marinó-i labdarúgó-válogatott
A San Marinó-i labdarúgó-válogatott (Olaszul: Nazionale di calcio di San Marino) San Marino nemzeti csapata, amelyet a San Marinó-i labdarúgó-szövetség irányít. 1931-ben alapították, 1988 óta kezdve FIFA-tag. Az UEFA második legkisebb tagállama. Még egyetlen világ- és Európa-bajnokságra sem sikerült kijutnia.
Első hivatalos meccsét Svájc válogatottja ellen játszotta az 1992-es Európa-bajnokság selejtezője során 1990-ben, ahol 4–0-ás vereséget szenvedett. A San Marinó-i válogatott korábban, 1986-ban játszott egy barátságos mérkőzést Kanada ellen, 1–0-s vereséget szenvedve. Amióta hivatalosan UEFA és FIFA tag, minden Európa-bajnokság és világbajnokság selejtezőjén képviseltette magát, de nem nyert mérkőzést. 2024-ig mindössze egy meccset nyertek meg, a Liechtenstein elleni barátságos összecsapásukat 1–0-ra 2004. április 28-án.
2014 novemberéig holtversenyben a FIFA-világranglista utolsó helyét foglalta el Bhután válogatottjával, de az Észtország elleni, 2016-os Európa bajnoki selejtezőn elért 0–0-s döntetlent követően előrébb lépett. A csapat megszerezte első idegenbeli gólját 14 év után Litvánia ellen. Miután a rangsorolási rendszer megújult, visszaestek a ranglista utolsó helyére a Moldova elleni 1–0-s vereséget követően.
2024. szeptember 5-én a Nemzetek Ligájában 1–0-ra legyőzték Liechtensteint, amivel az első győzelmüket szerezték tétmeccsen.
2024. november 18-án legyőzték Vaduzban Liechtensteint 1–3 arányban, ezzel megszerezve legnagyobb győzelmüket. Először lőttek 3 gólt egy meccsen, fordítottak meccset, nyertek meccset több mint egy góllal és nyertek idegenben. Ezzel a győzelemmel csoportgyőztesként feljutottak a Nemzetek Ligája C-divíziójába.

## A válogatott története
Noha a San Marinó-i labdarúgó-szövetség 1931-ben alakult, csak 1986-ban alapított futballcsapatot, amikor egy barátságos meccset játszott Kanada olimpiai csapata ellen. San Marino 1988-ban csatlakozott az UEFA és a FIFA testületeihez, így lehetősége nyílt arra, hogy nagyobb volumenű megmérettetéseken vegyen részt. A San Marinó-i válogatott játékosait a csatlakozás előtt olaszoknak tekintették a nemzetközi versenyeken.
San Marino első hivatalos mérkőzése az 1992-es Európa-bajnokság selejtezőjén történt, a csapat Svájc ellen 4–0-s vereséget szenvedett, majd mind a nyolc selejtezőmérkőzést elveszítette. A gárda különösen idegenben küzdött, minden ilyen jellegű meccsén legalább négy góllal maradt alul ellenfeleivel szemben. Egyetlenegy gólt értékesítettek tizenegyesből a Románia elleni 3–1-es vereség alkalmával, és 33-at kaptak.
Első világbajnoki selejtezőjén való indulásakor San Marinót összesorsolták az angol, a holland, a norvég, a lengyel, és a török válogatottakkal. A nyitómeccsen 10–0-s zakóba rohant bele a csapat Norvégia ellen. A visszavágó kevésbé sikeredett egyoldalúra, a norvégok mindössze két góllal győztek. A Törökország elleni 4–1-es vereség során a gárda első találatára tett szert világbajnoki selejtezőn, majd ugyanezen ellenfél ellen első pontjára, miután 0–0-s döntetlennel zárult a második összecsapás. Az utolsó selejtezőmérkőzésen, Anglia ellen Davide Gualtieri a világbajnoki selejtezők leggyorsabb gólját produkálta 8,3 másodperc alatt, a csapat azonban 7–1-es vereséget szenvedett. San Marino pont nélkül fejezte be a sorozatot, 10 mérkőzésen 46 gólt kapott.
Az 1996-os Európa-bajnoki selejtezősorozat hasonlóan zárult, mint az első számukra, ugyanis minden meccsen kapituláltak. Finnország ellen ugyanakkor a selejtező első idegenbeli találatát jegyezték, ugyanakkor 4–1-es vereséget szenvedtek. A második góljuk Feröer-szigetek ellen született hazai pályán, de a mérkőzés 3–1-es vereséggel zárult számukra. A feröeri válogatott két San Marino elleni győzelmével szerzett csak pontokat a sorozatban. A Toftirban aratott 3–0-s győzelmük rekord a gárda történetében.
Az 1998-as világbajnoki selejtező San Marinói mércével nézve is kiábrándító. A csapat minden meccsen legalább három gólt kapott, és egyet sem szerzett. Ez az egyetlen világbajnoki selejtező torna, ahol nem sikerült találatot szerezni. A 2000-es Európa bajnokság selejtezője ismét minden mérkőzésen vereséget eredményezett. A legmérsékeltebb a Ciprus elleni 1–0 volt 1998. november 18-án.
2001 áprilisában San Marino első idegenbeli pontját sajátította el, miután Rigában 1–1-es döntetlent ért el Lettország válogatottjával szemben. A 2002. évi világbajnoki selejtezősorozatot újabb, minden meccsen bekapott minimum három góllal zárta, ezek közül kiemelkedik a Belgium elleni 10–1-es vereség. A 2004-es Európa-bajnokság selejtezőiben minden összecsapásukat elveszítették, és nem sikerült találatot jegyezniük. Lettország ellen 1–0-ra úgy kaptak ki, hogy az ellenfél az utolsó percekben szerzett gólt.
2004. április 28-án San Marino legelső győzelmét gyűjtötte be 70 meccset követően, miután 1–0-ra legyőzte Liechtenstein válogatottját Andy Selva ötödik percben szerzett találatával. Martin Andermatt Liechtenstein szövetségi kapitányaként debütált az összecsapáson. A 2006-os világbajnoki selejtezőkön a csapat eredményei hasonlóan alakultak az előző selejtezőkhöz viszonyítva. Litvánia és Belgium ellen mindössze egy góllal maradtak alul.
A válogatott 2006. szeptember 6-án a 2008-as Európa-bajnokság selejtezői során 13–0-ra kapott ki Németország ellen. A sorozat 12 találkozóján 57 gólt kaptak, bár az Írország, a Ciprus, és a Wales elleni hazai mérkőzésen mindössze egy góllal maradtak alul.
A 2010-es világbajnokság selejtezőiben mind a tíz megmérettetés során kapituláltak, így nem kvalifikálták magukat a tornára. Összesen 47 gólt kaptak, ebből 10-et Lengyelország ellen, mely a gárda történetének legnagyobb győzelme. Egy gólt szereztek a Szlovákia ellen elvesztett 3–1-es meccs során. A 2012-es Európa-bajnokság selejtezői hasonlóan alakult a csapat számára, első kilenc mérkőzésükön vereséget jegyeztek, és egyik összecsapáson sem tudtak a hálóba találni. Legjobb eredményük a finn válogatott elleni 1–0-s vereség, a legrosszabb viszont a Hollandia elleni 11–0-s zakó, mely a holland válogatott történetének legeredményesebb diadalává vált, San Marino történetének pedig a legrosszabb arányú idegenbeli ütközetévé. Ezt követően két mérsékeltebb vereség következett, otthon Svédország ellen egy 5–0-s, majd Moldova idegenben egy 4–0-s vereség.
2013. szeptember 10-én Alessandro Della Valle öt év után volt újra eredményes a válogatottban, Lengyelország ellen egy szabadrúgást követően a kapust, Artur Boruct megelőzve fejjel talált a hálóba. Egy perccel később a lengyelek kiegyenlítettek, majd a találkozó 5–1-es győzelemmel zárult Lengyelország javára. Ez volt az első nemzetközileg jegyzett gól a válogatott történetében, miután Málta ellen 3–2-es vereséget szenvedett, illetve Liechtenstein ellen egy barátságos mérkőzés alkalmával 2–2-es döntetlent játszott.
2014. november 15-én San Marino 0–0-s döntetlent játszott Észtország válogatottja ellen. Ez volt az első alkalom 10 év után, hogy a csapat nem veszített ütközetet, így véget vetett a 61 mérkőzésen át tartó vereségsorozatának,  és megszerezte első pontjait egy Európa-bajnoki selejtező során.
2016 októberében Mattia Stefanelli gólt szerzett a Norvégia elleni 4–1-es vereség alkalmával.
2019. november 16-án Filippo Berardi jegyzett gólt a Kazahsztán elleni 1–3-as kimenetelű vesztes megmérettetésen a 2020-as Európa-bajnokság selejtezőmérkőzésén, amely két év után San Marino első gólja volt (2017. szeptember 14. Azerbajdzsán ellen), és egyúttal hat év után a csapat első hazai találata (2013. szeptember 10-én Lengyelország ellen).
2020. október 13-án a csapat újabb döntetlent könyvelhetett el, miután a Nemzetek Ligájában Liechtenstein ellen 0–0-s döntetlent játszott. Egy hónappal később történelmet írtak azzal, hogy Davide Simoncini kiállítását követően emberhátrányban gól nélküli meccset játszottak Gibraltár válogatottja ellen. A válogatott történetében ez volt az első torna, mely során egy naptári évben több pontot gyűjtöttek, és először maradtak veretlenek egymást követő hivatalos meccseken.

## Stadion
San Marino válogatottja hazai mérkőzéseit az Olimpiai Stadionban játssza, mely a serravalle-i önkormányzat tulajdonában van. A stadion a San Marino Calcio labdarúgóklub otthona is, kapacitása 7000 fős. A szurkolók kevesen vannak, az ellenfél fanatikusainak száma meghaladja San Marino válogatottjáét egy adott találkozón. 2007-ben az Írország elleni összecsapáson 3294 nézőből 2500-an voltak írek.
San Marino két megmérettetést játszott hazai pályáján kívül. 1993-ban a Hollandia és az Anglia elleni világbajnoki selejtezőkön a Bolognában levő Renato Dall’Ara Stadionban, míg 2020-ban a Liechtenstein elleni Nemzetek Ligája meccsen a Riminiben található Romeo Neri Stadionban mérkőztek meg.

## Hírnév
San Marino az UEFA tagállamok közül a legkevesebb népességgel rendelkezett, egészen a 2013 májusáig, miután az UEFA Gibraltárt is beválasztotta a tagjai közé.
A nemzeti csapat leginkább amatőr játékosokból áll. Kevesebb a profi játékos, a legtöbben másodállást töltenek be a labdarúgáson kívül. A Németország elleni 13–0-s vereségük a legnagyobb arányú, további négy meccsen tíz gólt kaptak.
A FIFA-világranglistáján San Marino az egyik legalacsonyabb helyezést foglalja el. A világranglista 1992-es megjelenése óta a válogatott átlagos helyezése a 176.
2001-ben Lettország menedzsere, Gary Johnson lemondott posztjáról, miután San Marino a 2002-es világbajnoki selejtezőn döntetlent ért el csapatával szemben. 2007-ben az Írország elleni 1–2-es hazai vereségüket éles sajtó kritika illette az írek utolsó percben szerzett gólja miatt.
San Marino európai tekintetben rekordot döntött azzal, hogy 2008 októbere és 2012 augusztusa között több, mint 20 mérkőzésen nem jegyzett találatot. 2015. szeptember 8-án 14 év után a csapat első idegenbeli gólját értékesítette, miután Matteo Vitaioli Litvánia ellen betalált a kapuba a 2016-os Európa bajnokság selejtezősorozatában.

## Nemzetközi eredmények

### Hivatalos mérkőzések
2020. november 14. szerint:

| Ellenfél              | M   | GY | D | V   | RG | KG  | GK    | Győz. % |
| --------------------- | --- | -- | - | --- | -- | --- | ----- | ------- |
| Albánia               | 2   | 0  | 0 | 2   | 0  | 6   | 0.00  |         |
| Andorra               | 1   | 0  | 0 | 1   | 0  | 2   | 0.00  |         |
| Ausztria              | 2   | 0  | 0 | 2   | 1  | 11  | 0.00  |         |
| Azerbajdzsán          | 2   | 0  | 0 | 2   | 1  | 6   | 0.00  |         |
| Fehéroroszország      | 2   | 0  | 0 | 2   | 0  | 7   | 0.00  |         |
| Belgium               | 8   | 0  | 0 | 8   | 3  | 46  | 0.00  |         |
| Bosznia-Hercegovina   | 2   | 0  | 0 | 2   | 1  | 6   | 0.00  |         |
| Bulgária              | 2   | 0  | 0 | 2   | 0  | 7   | 0.00  |         |
| Horvátország          | 3   | 0  | 0 | 3   | 0  | 18  | 0.00  |         |
| Ciprus                | 6   | 0  | 0 | 6   | 0  | 18  | 0.00  |         |
| Csehország            | 6   | 0  | 0 | 6   | 0  | 31  | 0.00  |         |
| Anglia                | 6   | 0  | 0 | 6   | 1  | 37  | 0.00  |         |
| Észtország            | 3   | 0  | 1 | 2   | 0  | 3   | 0.00  |         |
| Feröer-szigetek       | 2   | 0  | 0 | 2   | 1  | 7   | 0.00  |         |
| Finnország            | 4   | 0  | 0 | 4   | 1  | 18  | 0.00  |         |
| Németország           | 4   | 0  | 0 | 4   | 0  | 34  | 0.00  |         |
| Gibraltár             | 2   | 0  | 1 | 1   | 0  | 1   | 0.00  |         |
| Görögország           | 2   | 0  | 0 | 2   | 0  | 6   | 0.00  |         |
| Magyarország          | 4   | 0  | 0 | 4   | 0  | 19  | 0.00  |         |
| Izrael                | 2   | 0  | 0 | 2   | 0  | 13  | 0.00  |         |
| Olaszország           | 3   | 0  | 0 | 3   | 0  | 16  | 0.00  |         |
| Kazahsztán            | 2   | 0  | 0 | 2   | 1  | 7   | 0.00  |         |
| Lettország            | 5   | 0  | 1 | 4   | 1  | 9   | 0.00  |         |
| Liechtenstein         | 6   | 1  | 2 | 3   | 3  | 6   | 16,67 |         |
| Litvánia              | 4   | 0  | 0 | 4   | 1  | 9   | 0.00  |         |
| Luxemburg             | 2   | 0  | 0 | 2   | 0  | 6   | 0.00  |         |
| Málta                 | 1   | 0  | 0 | 1   | 2  | 3   | 0.00  |         |
| Moldova               | 8   | 0  | 0 | 8   | 0  | 17  | 0.00  |         |
| Montenegró            | 2   | 0  | 0 | 2   | 0  | 9   | 0.00  |         |
| Hollandia             | 6   | 0  | 0 | 6   | 0  | 39  | 0.00  |         |
| Észak-Írország        | 4   | 0  | 0 | 4   | 0  | 14  | 0.00  |         |
| Norvégia              | 4   | 0  | 0 | 4   | 1  | 24  | 0.00  |         |
| Lengyelország         | 8   | 0  | 0 | 8   | 1  | 33  | 0.00  |         |
| Írország              | 2   | 0  | 0 | 2   | 1  | 7   | 0.00  |         |
| Románia               | 3   | 0  | 0 | 3   | 1  | 10  | 0.00  |         |
| Oroszország           | 4   | 0  | 0 | 4   | 0  | 25  | 0.00  |         |
| Skócia                | 8   | 0  | 0 | 8   | 0  | 27  | 0.00  |         |
| Szerbia és Montenegró | 2   | 0  | 0 | 2   | 0  | 8   | 0.00  |         |
| Szlovákia             | 4   | 0  | 0 | 4   | 1  | 22  | 0.00  |         |
| Szlovénia             | 5   | 0  | 0 | 5   | 0  | 20  | 0.00  |         |
| Spanyolország         | 4   | 0  | 0 | 4   | 0  | 26  | 0.00  |         |
| Svédország            | 4   | 0  | 0 | 4   | 0  | 22  | 0.00  |         |
| Svájc                 | 4   | 0  | 0 | 4   | 0  | 22  | 0.00  |         |
| Törökország           | 4   | 0  | 1 | 3   | 1  | 16  | 0.00  |         |
| Ukrajna               | 2   | 0  | 0 | 2   | 0  | 17  | 0.00  |         |
| Wales                 | 4   | 0  | 0 | 4   | 1  | 16  | 0.00  |         |
| Összesen              | 174 | 1  | 6 | 167 | 24 | 730 | 0,57  |         |

### Nem hivatalos mérkőzések
2013. október 15. szerint:
| Ellenfél    | M | GY | D | V | RG | KG | GK | Győz. % |
| ----------- | - | -- | - | - | -- | -- | -- | ------- |
| Libanon     | 1 | 0  | 1 | 0 | 0  | 0  | 0  | 0%      |
| Szíria      | 1 | 0  | 0 | 1 | 0  | 3  | −3 | 0%      |
| Törökország | 1 | 0  | 0 | 1 | 0  | 4  | −4 | 0%      |
| Vatikán     | 1 | 0  | 1 | 0 | 0  | 0  | 0  | 0%      |
| Összesen    | 4 | 0  | 2 | 2 | 0  | 7  | −7 | 0%      |

### Világbajnokság
| Világbajnokság | Világbajnokság | Világbajnokság | Világbajnokság | Világbajnokság | Világbajnokság | Világbajnokság | Világbajnokság | Világbajnokság | Világbajnokság | Selejtezők | Selejtezők | Selejtezők | Selejtezők | Selejtezők | Selejtezők | Selejtezők |
| Év             | Eredmény       | H.             | M              | Gy             | D              | V              | G+             | G–             | Keret          | H.         | M          | Gy         | D          | V          | G+         | G–         |
| -------------- | -------------- | -------------- | -------------- | -------------- | -------------- | -------------- | -------------- | -------------- | -------------- | ---------- | ---------- | ---------- | ---------- | ---------- | ---------- | ---------- |
| 1930–1990      | nem indult     | nem indult     | nem indult     | nem indult     | nem indult     | nem indult     | nem indult     | nem indult     | nem indult     | nem indult | nem indult | nem indult | nem indult | nem indult | nem indult | nem indult |
| 1994           | nem jutott ki  | nem jutott ki  | nem jutott ki  | nem jutott ki  | nem jutott ki  | nem jutott ki  | nem jutott ki  | nem jutott ki  | nem jutott ki  | 6.         | 10         | 0          | 1          | 9          | 2          | 46         |
| 1998           | nem jutott ki  | nem jutott ki  | nem jutott ki  | nem jutott ki  | nem jutott ki  | nem jutott ki  | nem jutott ki  | nem jutott ki  | nem jutott ki  | 5.         | 8          | 0          | 0          | 8          | 0          | 42         |
| 2002           | nem jutott ki  | nem jutott ki  | nem jutott ki  | nem jutott ki  | nem jutott ki  | nem jutott ki  | nem jutott ki  | nem jutott ki  | nem jutott ki  | 5.         | 8          | 0          | 1          | 7          | 3          | 30         |
| 2006           | nem jutott ki  | nem jutott ki  | nem jutott ki  | nem jutott ki  | nem jutott ki  | nem jutott ki  | nem jutott ki  | nem jutott ki  | nem jutott ki  | 6.         | 10         | 0          | 0          | 10         | 2          | 40         |
| 2010           | nem jutott ki  | nem jutott ki  | nem jutott ki  | nem jutott ki  | nem jutott ki  | nem jutott ki  | nem jutott ki  | nem jutott ki  | nem jutott ki  | 6.         | 10         | 0          | 0          | 10         | 1          | 47         |
| 2014           | nem jutott ki  | nem jutott ki  | nem jutott ki  | nem jutott ki  | nem jutott ki  | nem jutott ki  | nem jutott ki  | nem jutott ki  | nem jutott ki  | 6.         | 10         | 0          | 0          | 10         | 1          | 54         |
| 2018           | nem jutott ki  | nem jutott ki  | nem jutott ki  | nem jutott ki  | nem jutott ki  | nem jutott ki  | nem jutott ki  | nem jutott ki  | nem jutott ki  | 6.         | 10         | 0          | 0          | 10         | 2          | 51         |
| 2022           | nem jutott ki  | nem jutott ki  | nem jutott ki  | nem jutott ki  | nem jutott ki  | nem jutott ki  | nem jutott ki  | nem jutott ki  | nem jutott ki  | 6.         | 10         | 0          | 0          | 10         | 1          | 45         |
| 2026           | később         | később         | később         | később         | később         | később         | később         | később         | később         | később     | később     | később     | később     | később     | később     | később     |
| Összesen       |                | 0/22           | –              | –              | –              | –              | –              | –              | –              | Összesen   | 76         | 0          | 2          | 74         | 12         | 356        |

### Európa-bajnokság
| Európa-bajnokság | Európa-bajnokság | Európa-bajnokság | Európa-bajnokság | Európa-bajnokság | Európa-bajnokság | Európa-bajnokság | Európa-bajnokság | Európa-bajnokság | Európa-bajnokság | Selejtezők | Selejtezők | Selejtezők | Selejtezők | Selejtezők | Selejtezők | Selejtezők |
| Év               | Eredmény         | H.               | M                | Gy               | D                | V                | G+               | G–               | Keret            | H.         | M          | Gy         | D          | V          | G+         | G–         |
| ---------------- | ---------------- | ---------------- | ---------------- | ---------------- | ---------------- | ---------------- | ---------------- | ---------------- | ---------------- | ---------- | ---------- | ---------- | ---------- | ---------- | ---------- | ---------- |
| 1960–1988        | nem indult       | nem indult       | nem indult       | nem indult       | nem indult       | nem indult       | nem indult       | nem indult       | nem indult       | nem indult | nem indult | nem indult | nem indult | nem indult | nem indult | nem indult |
| 1992             | nem jutott ki    | nem jutott ki    | nem jutott ki    | nem jutott ki    | nem jutott ki    | nem jutott ki    | nem jutott ki    | nem jutott ki    | nem jutott ki    | 5.         | 8          | 0          | 0          | 8          | 1          | 33         |
| 1996             | nem jutott ki    | nem jutott ki    | nem jutott ki    | nem jutott ki    | nem jutott ki    | nem jutott ki    | nem jutott ki    | nem jutott ki    | nem jutott ki    | 6.         | 10         | 0          | 0          | 10         | 2          | 36         |
| 2000             | nem jutott ki    | nem jutott ki    | nem jutott ki    | nem jutott ki    | nem jutott ki    | nem jutott ki    | nem jutott ki    | nem jutott ki    | nem jutott ki    | 5.         | 8          | 0          | 0          | 8          | 1          | 44         |
| 2004             | nem jutott ki    | nem jutott ki    | nem jutott ki    | nem jutott ki    | nem jutott ki    | nem jutott ki    | nem jutott ki    | nem jutott ki    | nem jutott ki    | 5.         | 8          | 0          | 0          | 8          | 0          | 30         |
| 2008             | nem jutott ki    | nem jutott ki    | nem jutott ki    | nem jutott ki    | nem jutott ki    | nem jutott ki    | nem jutott ki    | nem jutott ki    | nem jutott ki    | 7.         | 12         | 0          | 0          | 12         | 2          | 57         |
| 2012             | nem jutott ki    | nem jutott ki    | nem jutott ki    | nem jutott ki    | nem jutott ki    | nem jutott ki    | nem jutott ki    | nem jutott ki    | nem jutott ki    | 6.         | 10         | 0          | 0          | 10         | 0          | 53         |
| 2016             | nem jutott ki    | nem jutott ki    | nem jutott ki    | nem jutott ki    | nem jutott ki    | nem jutott ki    | nem jutott ki    | nem jutott ki    | nem jutott ki    | 6.         | 10         | 0          | 1          | 9          | 1          | 36         |
| 2020             | nem jutott ki    | nem jutott ki    | nem jutott ki    | nem jutott ki    | nem jutott ki    | nem jutott ki    | nem jutott ki    | nem jutott ki    | nem jutott ki    | 6.         | 10         | 0          | 0          | 10         | 1          | 51         |
| 2024             | nem jutott ki    | nem jutott ki    | nem jutott ki    | nem jutott ki    | nem jutott ki    | nem jutott ki    | nem jutott ki    | nem jutott ki    | nem jutott ki    | 6.         | 10         | 0          | 0          | 10         | 3          | 31         |
| Összesen         |                  | 0/17             | –                | –                | –                | –                | –                | –                | –                | Összesen   | 86         | 0          | 1          | 85         | 11         | 371        |

### UEFA Nemzetek Ligája
| Csoportkör | Csoportkör | Csoportkör | Csoportkör | Csoportkör | Csoportkör | Csoportkör | Csoportkör | Csoportkör | Csoportkör | Csoportkör      | Csoportkör | Egyenes kieséses szakasz | Egyenes kieséses szakasz | Egyenes kieséses szakasz | Egyenes kieséses szakasz | Egyenes kieséses szakasz | Egyenes kieséses szakasz | Egyenes kieséses szakasz | Egyenes kieséses szakasz | Egyenes kieséses szakasz |
| Szezon     | Liga       | Csoport    | H          | M          | Gy         | D          | V          | G+         | G–         | Feljutás/kiesés | Helyezés   | Év                       | Eredmény                 | M                        | Gy                       | D                        | V                        | G+                       | G–                       | Keret                    |
| ---------- | ---------- | ---------- | ---------- | ---------- | ---------- | ---------- | ---------- | ---------- | ---------- | --------------- | ---------- | ------------------------ | ------------------------ | ------------------------ | ------------------------ | ------------------------ | ------------------------ | ------------------------ | ------------------------ | ------------------------ |
| 2018–19    | D          | 2.         | 4.         | 6          | 0          | 0          | 6          | 0          | 16         | Állandó         | 55.        | 2019                     | nem jutott be            | nem jutott be            | nem jutott be            | nem jutott be            | nem jutott be            | nem jutott be            | nem jutott be            | nem jutott be            |
| 2020–21    | D          | 2.         | 3.         | 4          | 0          | 2          | 2          | 0          | 3          | Állandó         | 54.        | 2021                     | nem jutott be            | nem jutott be            | nem jutott be            | nem jutott be            | nem jutott be            | nem jutott be            | nem jutott be            | nem jutott be            |
| 2022–23    | D          | 2.         | 3.         | 4          | 0          | 0          | 4          | 0          | 9          | Állandó         | 54.        | 2023                     | nem jutott be            | nem jutott be            | nem jutott be            | nem jutott be            | nem jutott be            | nem jutott be            | nem jutott be            | nem jutott be            |
| 2024–25    | D          | 1.         | 1.         | 4          | 2          | 1          | 1          | 5          | 3          | Növekedés       |            | 2025                     | nem jutott be            | nem jutott be            | nem jutott be            | nem jutott be            | nem jutott be            | nem jutott be            | nem jutott be            | nem jutott be            |
| 2026–27    | C          |            |            |            |            |            |            |            |            |                 |            | 2027                     | nem jutott be            | nem jutott be            | nem jutott be            | nem jutott be            | nem jutott be            | nem jutott be            | nem jutott be            | nem jutott be            |
| Összesen   | Összesen   | Összesen   | Összesen   | 18         | 2          | 3          | 13         | 5          | 31         |                 |            |                          | 0/5                      | –                        | –                        | –                        | –                        | –                        | –                        |                          |

### Mediterrán Játékok
| Mediterrán Játékok statisztika | Mediterrán Játékok statisztika              | Mediterrán Játékok statisztika              | Mediterrán Játékok statisztika              | Mediterrán Játékok statisztika              | Mediterrán Játékok statisztika              | Mediterrán Játékok statisztika              | Mediterrán Játékok statisztika              | Mediterrán Játékok statisztika              |                                             |
| Év                             | Forduló                                     | M                                           | GY                                          | D                                           | V                                           | RG                                          | KG                                          |                                             |                                             |
| ------------------------------ | ------------------------------------------- | ------------------------------------------- | ------------------------------------------- | ------------------------------------------- | ------------------------------------------- | ------------------------------------------- | ------------------------------------------- | ------------------------------------------- | ------------------------------------------- |
| 1951-1983                      | Nem indult                                  | Nem indult                                  | Nem indult                                  | Nem indult                                  | Nem indult                                  | Nem indult                                  | Nem indult                                  | Nem indult                                  | Nem indult                                  |
| 1987                           | Csoportkör                                  | 0                                           | 0                                           | 1                                           | 2                                           | 0                                           | 7                                           |                                             |                                             |
| 1991–                          | Az U20-as válogatott eredményeihez tartozik | Az U20-as válogatott eredményeihez tartozik | Az U20-as válogatott eredményeihez tartozik | Az U20-as válogatott eredményeihez tartozik | Az U20-as válogatott eredményeihez tartozik | Az U20-as válogatott eredményeihez tartozik | Az U20-as válogatott eredményeihez tartozik | Az U20-as válogatott eredményeihez tartozik | Az U20-as válogatott eredményeihez tartozik |
| Összesen                       | 1/1                                         | 0                                           | 0                                           | 1                                           | 2                                           | 0                                           | 7                                           |                                             |                                             |

## A válogatott vezetőedzői
- Frissítve a  Gibraltár elleni 2020. november 14-i Nemzetek Ligája mérkőzés után.[33]

| Név                  | Kezdés              | Vége                 | Meccsek | GY | D | V  |
| -------------------- | ------------------- | -------------------- | ------- | -- | - | -- |
| Giulio Casali        | 1986. március 28.   | 1987. szeptember 20. | 6       | 0  | 2 | 4  |
| Giorgio Leoni        | 1990. november 14.  | 1995. november 15.   | 29      | 0  | 1 | 28 |
| Massimo Bonini       | 1996. június 2.     | 1997. szeptember 10. | 8       | 0  | 0 | 8  |
| Giampaolo Mazza      | 1998. október 10.   | 2013. október 15.    | 85      | 1  | 2 | 82 |
| Pierangelo Manzaroli | 2014. június 8.     | 2017. október 8.     | 28      | 0  | 1 | 27 |
| Franco Varrella      | 2018. szeptember 8. | Jelenleg is          | 22      | 0  | 2 | 20 |

## Játékoskeret
A válogatott kerete a 2020. november 11-i  Litvánia elleni barátságos, és a  2020. november 14-i  Gibraltár elleni Nemzetek Ligája mérkőzésre.
Az adatok a mérkőzés utáni állapotnak megfelelőek.
| 23 | K  | Elia Benedettini     | 1995. június 22. (30 éves)    | 23 | 0 | Szabadúszó                 |  |  |
| 12 | K  | Simon Benedettini    | 1997. január 21. (28 éves)    | 7  | 0 | Murata                     |  |  |
| 1  | K  | Alex Stimac          | 1996. június 22. (29 éves)    | 0  | 0 | Virtus                     |  |  |
|    | K  | Matteo Zavoli        | 1996. július 6. (29 éves)     | 0  | 0 | Libertas                   |  |  |
|    |    |                      |                               |    |   |                            |  |  |
| 6  | V  | Davide Simoncini     | 1988. augusztus 30. (36 éves) | 66 | 0 | Tre Fiori (csapatkapitány) |  |  |
| 3  | V  | Mirko Palazzi        | 1987. március 21. (38 éves)   | 53 | 1 | Marignanese                |  |  |
| 5  | V  | Christian Brolli     | 1992. február 28. (33 éves)   | 34 | 0 | Falciano                   |  |  |
| 8  | V  | Manuel Battistini    | 1994. július 11. (31 éves)    | 30 | 0 | Virtus                     |  |  |
| 13 | V  | Andrea Grandoni      | 1997. március 23. (28 éves)   | 19 | 0 | La Fiorita                 |  |  |
| 16 | V  | Marcello Mularoni    | 1998. szeptember 8. (26 éves) | 15 | 0 | La Fiorita                 |  |  |
| 4  | V  | Alessandro D'Addario | 1997. szeptember 9. (27 éves) | 7  | 0 | Tre Fiori                  |  |  |
| 2  | V  | Dante Rossi          | 1987. július 12. (38 éves)    | 5  | 0 | Chiesanuova                |  |  |
|    |    |                      |                               |    |   |                            |  |  |
|    | KP | Michele Cervellini   | 1988. április 14. (37 éves)   | 35 | 0 | Cosmos                     |  |  |
|    | KP | Enrico Golinucci     | 1991. július 16. (34 éves)    | 23 | 0 | Libertas                   |  |  |
| 17 | KP | Alessandro Golinucci | 1994. október 10. (30 éves)   | 22 | 0 | Pietracuta                 |  |  |
| 22 | KP | Fabio Tomassini      | 1996. február 5. (29 éves)    | 20 | 0 | Pietracuta                 |  |  |
| 21 | KP | Lorenzo Lunadei      | 1997. július 11. (28 éves)    | 17 | 0 | Riccione                   |  |  |
| 14 | KP | Mattia Giardi        | 1991. december 15. (33 éves)  | 12 | 0 | Folgore                    |  |  |
| 11 | KP | Michael Battistini   | 1996. október 8. (28 éves)    | 9  | 0 | Tre Penne                  |  |  |
|    | KP | Tommaso Zafferani    | 1996. február 19. (29 éves)   | 9  | 0 | LA Fiorita                 |  |  |
| 9  | KP | Luca Ceccaroli       | 1995. július 5. (30 éves)     | 6  | 0 | Tre Penne                  |  |  |
| 15 | KP | Kevin Zonzini        | 1997. augusztus 1. (27 éves)  | 3  | 0 | Cosmos                     |  |  |
| 19 | KP | Luca Nanni           | 1995. január 30. (30 éves)    | 0  | 0 | Folgore                    |  |  |
|    |    |                      |                               |    |   |                            |  |  |
| 7  | CS | Matteo Vitaioli      | 1989. október 27. (35 éves)   | 62 | 1 | Tropical Coriano           |  |  |
| 20 | CS | Adolfo Hirsch        | 1986. január 31. (39 éves)    | 39 | 0 | Pennarossa                 |  |  |
| 10 | CS | Filippo Berardi      | 1997. május 18. (28 éves)     | 18 | 1 | Vibonese                   |  |  |
| 18 | CS | Nicola Nanni         | 2000. május 2. (25 éves)      | 13 | 0 | Cesena                     |  |  |
|    | CS | Marco Bernardi       | 1994. január 2. (31 éves)     | 7  | 0 | Folgore                    |  |  |

### A bő keret tagjai
A következő játékos tagjai voltak az elmúlt 12 hónap mérkőzéseire készülő keretnek.
| Név               | Születési dátum (Kor)         | Vál. | Gól. | Jelenlegi klub   | Bemutatkozó mérkőzés |
| ----------------- | ----------------------------- | ---- | ---- | ---------------- | -------------------- |
| Giovanni Bonini   | 1986. szeptember 5. (38 éves) | 29   | 0    | Tre Fiori        |                      |
|                   |                               |      |      |                  |                      |
| Giacomo Conti     | 1999. július 21. (26 éves)    | 1    | 0    | Tropical Coriano |                      |
| Luca Tosi         | 1992. november 4. (32 éves)   | 19   | 0    | Pietracuta       |                      |
|                   |                               |      |      |                  |                      |
| Mattia Stefanelli | 1993. március 12. (32 éves)   | 15   | 1    | Pennarossa       |                      |

## Jelenlegi stáb
| Vezetőedző            | Franco Varrella                                  |
| Technikai asszisztens | Stefano Ceci                                     |
| Fitnesz edző          | Tomaso Mazzoli                                   |
| Kapusedző             | Marcello Teodorani                               |
| Csapatorvos           | Pietro Bugli                                     |
| Fizioterapeuta        | Loris Balzani                                    |
| Masszőr               | Tiziano Giacobbi                                 |
| Hivatalos kísérő      | Cesare Vitaioli                                  |
| Meccselemző           | Lorenzo Vagnini                                  |
| Raktáros              | Benito Ballato Marco Crescentini Mauro Montanari |

## Sportszergyártók
| Időszak   | Mez szolgáltató |
| --------- | --------------- |
| 1990–1994 | Admiral         |
| 1994–2010 | Virma           |
| 2011–2017 | Adidas          |
| 2018–     | Macron          |

## Statisztikák
2006 januárjában a San Marinó-i labdarúgó-szövetség Massimo Boninit nevezte ki a válogatott valaha volt legnagyobb játékosának.  Bonini háromszoros olasz bajnok, nemzetközi szinten pedig megnyerte a Bajnokcsapatok Európa-kupáját, illetve az Interkontinentális kupát. AZ 1980-as évek elején az olasz U21-es válogatottban futballozott, 1981-től 1988-ig a Juventus játékosa volt, a szabályváltozások azonban megakadályozták abban, hogy megkapja az elismerést. Mire San Marino hivatalosan UEFA tagállam lett, a játékos már a harmincas éveiben járt, de így is 1990 és 1995 között 19 mérkőzésen képviselte San Marino válogatottját.
Miután visszavonult a profi labdarúgástól, Bonini a válogatott menedzsere lett, Giorgio Leoni utódaként. 1998-ig töltötte be a vezetőedzői tisztséget, a poszton Giampaolo Mazza váltotta. 2012-től kezdődően az összes európai válogatottat tekintve ő vált egy csapatot a leghosszabb ideig trenírozó edzőjévé. A 2014-es világbajnoki selejtező lezajlása után azonban lemondott tisztségéről, teret engedve az U21-es válogatott edzőjének, Pierangelo Manzarolinak.
A legtöbb pályáralépés a válogatottban Andy Selva nevéhez fűződik, aki 74 alkalommal képviselte hazája csapatát. A legtöbb szerzett gól is – szám szerint 8 – az ő nevéhez köthető.
Davide Gualteri a világbajnoki selejtezők második leggyorsabb gólját szerezte Anglia ellen. A Bolognában zajló mérkőzésen a kezdőrúgást San Marino végezte el, majd egy jobb szélről induló beadást követően középről gól született, miután az angol válogatott hátvédje, Stuart Pearce megpróbálta visszapasszolni David Seaman kapusnak a labdát. Pearce átadása rövidnek bizonyult, Gualteri futott, hogy elérje a játékszert, és 8,3 másodperc elteltével a hálóba is gurította azt. Ez a találat a selejtezők történetében a leggyorsabb, a FIFA versenykiírásait tekintve pedig a második leggyorsabb. Ezt követően Anglia húsz perc után egyenlített, majd a végeredményt tekintve 7–1-re győzött.

### Legtöbbször pályára lépő játékosok

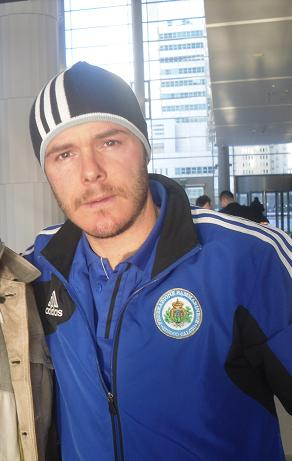
Andy Selva, a legtöbb meccsen pályára lépő és a legtöbb gólt szerző játékos a San Marinó-i válogatottban

2020. november 15. szerint:
| #  | Név                    | Időszak   | Meccsek | Gólok |
| -- | ---------------------- | --------- | ------- | ----- |
| 1  | Andy Selva             | 1998–2016 | 74      | 8     |
| 2  | Damiano Vannucci       | 1996–2012 | 68      | 0     |
| 3  | Alessandro Della Valle | 2002–2017 | 66      | 1     |
| 4  | Davide Simoncini       | 2006–     | 66      | 0     |
| 5  | Matteo Vitaioli        | 2007–     | 62      | 1     |
| 6  | Aldo Junior Simoncini  | 2006-     | 62      | 0     |
| 7  | Simone Bacciocchi      | 1998–2013 | 60      | 0     |
| 8  | Fabio Vitaioli         | 2005–     | 55      | 0     |
| 9  | Mirko Palazzi          | 2005–     | 53      | 1     |
| 10 | Mirco Gennari          | 1990–2003 | 48      | 0     |

### Legtöbb gólt szerző játékosok
2020. november 15. szerint:
| # | Név                       | Időszak   | Gólok (meccsek) | Gólok meccsenként | Ellenfelek és dátumok |
| - | ------------------------- | --------- | --------------- | ----------------- | --- |
| 1 | Andy Selva                | 1998–2016 | 8 (74)          | 0,108             | , 1998. október 14. , 2001. február 28., 2001. június 6 és 2005. március 30. , 2004. április 28. , 2005. június 4. , 2007. október 17. , 2008. október 11. |
| 2 | Manuel Marani             | 2003–2012 | 2 (32)          | 0,063             | , 2007. február 7. , 2012. augusztus 14. |
| 3 | Alessandro Della Valle    | 2002–2017 | 1 (66)          | 0,015             | , 2013- szeptember 10. |
| 3 | Matteo Vitaioli           | 2007–     | 1 (62)          | 0,016             | , 2015. szeptember 8. |
| 3 | Mirko Palazzi             | 2005–     | 1 (53)          | 0,019             | , 2017. szeptember 4. |
| 3 | Nicola Albani             | 2001–2011 | 1 (40)          | 0,025             | , 2001. április 25. |
| 3 | Danilo Rinaldi            | 2008–     | 1 (40)          | 0,025             | , 2012. augusztus 14. |
| 3 | Nicola Bacciocchi         | 1991–2000 | 1 (33)          | 0,03              | , 1992. szeptember 9. |
| 3 | Bryan Gasperoni           | 1994–2005 | 1 (28)          | 0,036             | , 2003. augusztus 20. |
| 3 | Mauro Valentini           | 1991–1999 | 1 (23)          | 0,043             | , 1995. október 11. |
| 3 | Pier Domenico Della Valle | 1991–2000 | 1 (21)          | 0,048             | , 1994. december 14. |
| 3 | Valdes Pasolini           | 1990–1996 | 1 (18)          | 0,056             | , 1991. március 27. |
| 3 | Filippo Berardi           | 2016–     | 1 (18)          | 0,056             | , 2019. november 16. |
| 3 | Nicola Ciacci             | 2003–2011 | 1 (16)          | 0,063             | , 2003. augusztus 20. |
| 3 | Mattia Stefanelli         | 2014–     | 1 (15)          | 0,067             | , 2016. október 11. |
| 3 | Davide Gualtieri          | 1993–1999 | 1 (9)           | 0,111             | , 1993. november 17. |